# Pontos extremos da Chéquia

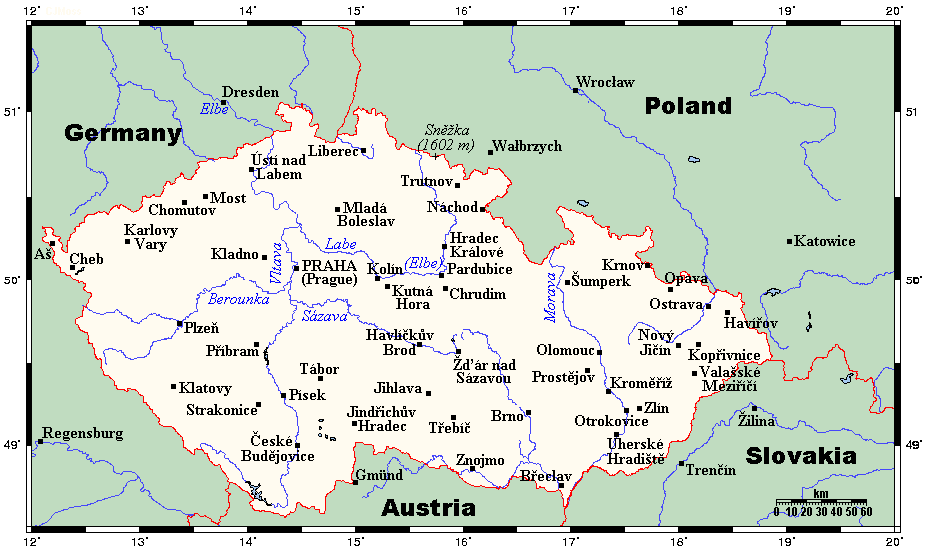
Mapa da República Checa.

Lista dos pontos extremos da República Checa, com os locais mais a norte, sul, leste e oeste do território checo:

## Extremos da República Checa
- Ponto mais setentrional: Severní, no município de Lobendava, região de Ústí nad Labem (51° 03′ 20″ N, 14° 18′ 53″ L)
- Ponto mais meridional: Studánky, no município de Vyšší Brod, Boémia do Sul (48° 33′ 09″ N, 14° 19′ 59″ L)
- Ponto mais ocidental: Krásná, distrito de Cheb, perto de Aš, região de Karlovy Vary (50° 15′ 07″ N, 12° 05′ 29″ L)
- Ponto mais oriental: Bukovec, região da Morávia-Silésia (49° 33′ 01″ N, 18° 51′ 32″ L)

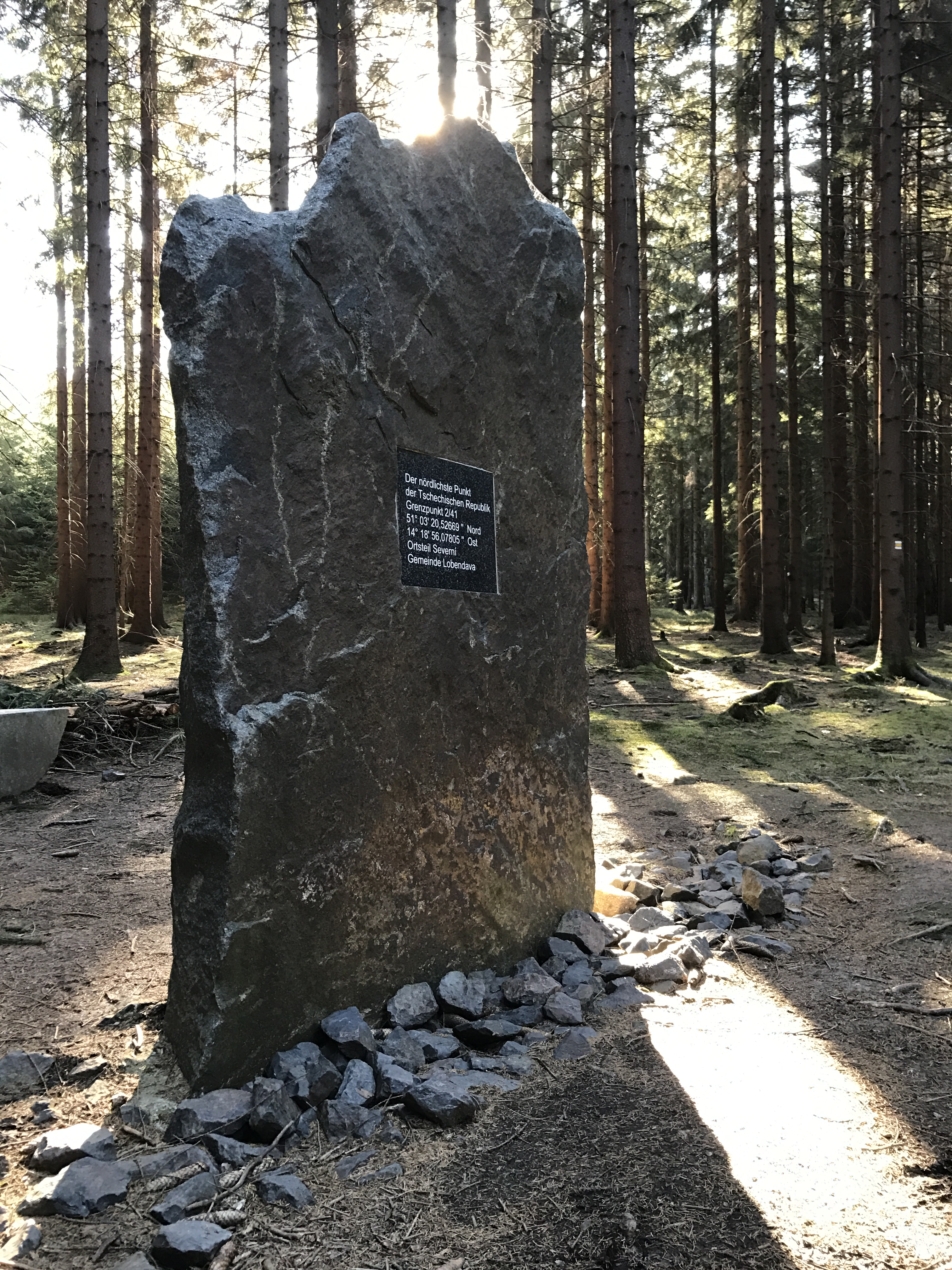
Ponto mais setentrional
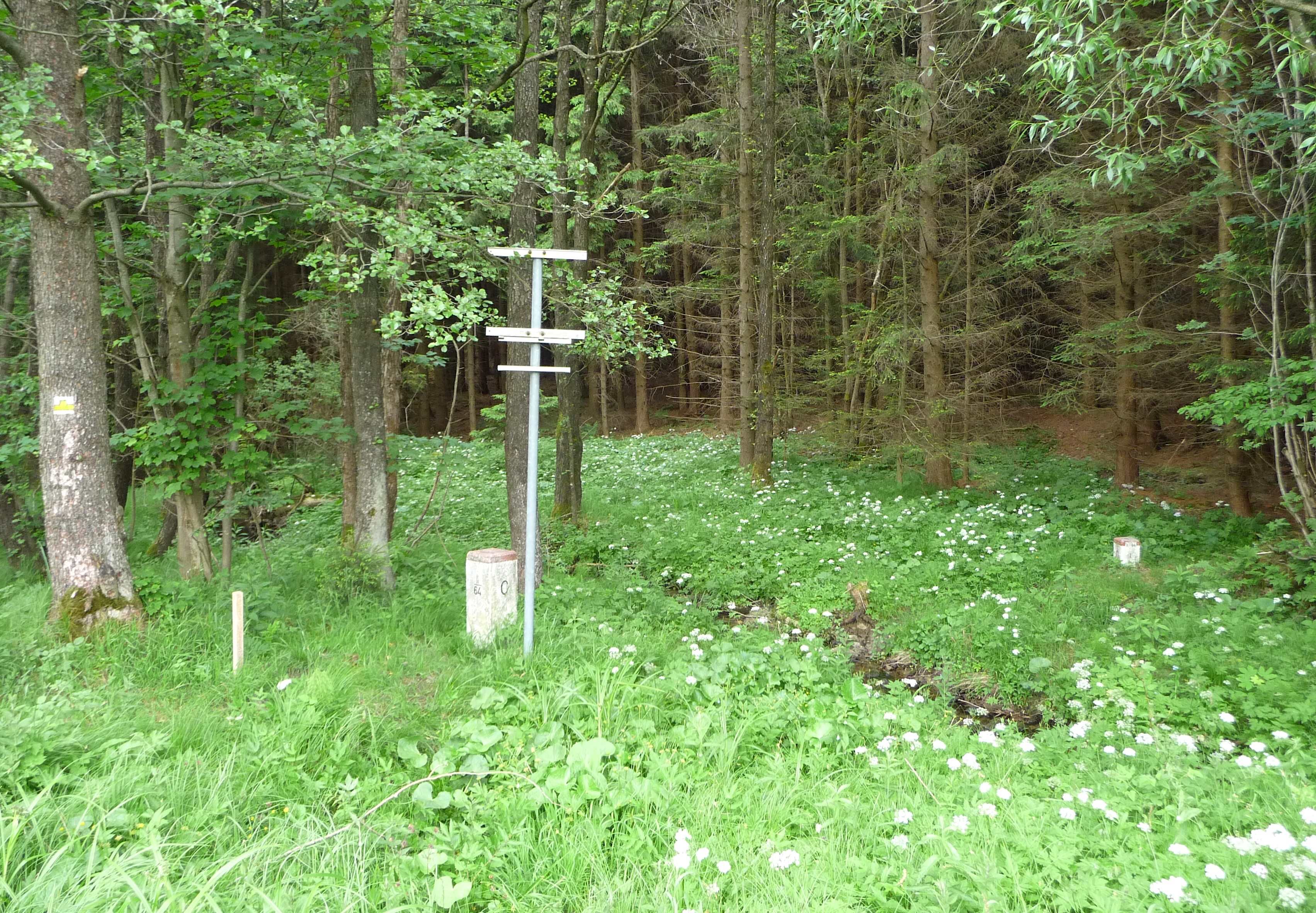
Ponto mais meridional
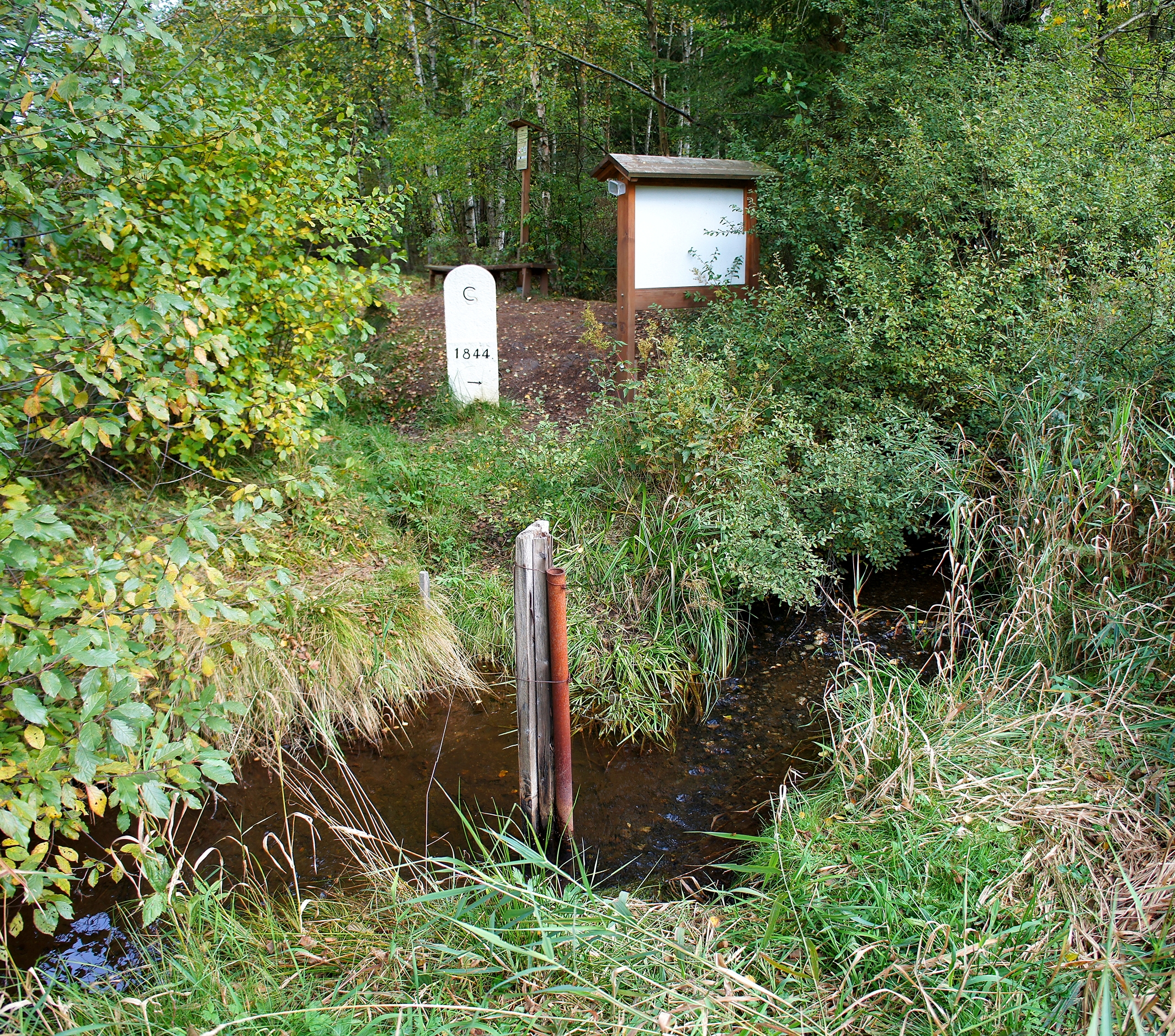
Ponto mais ocidental
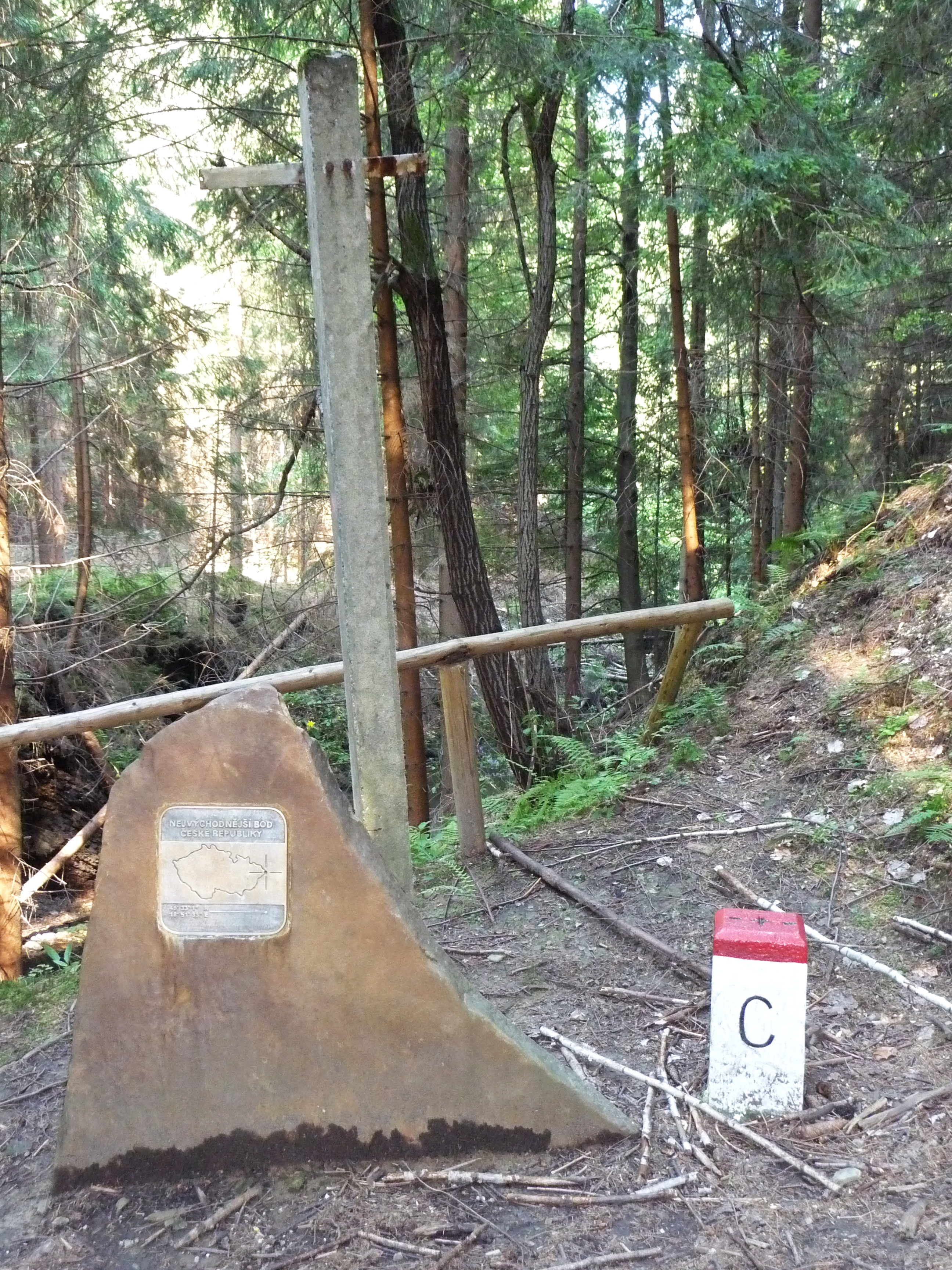
Ponto mais oriental

## Altitude
- Ponto mais alto: Sněžka, região de Hradec Králové, 1602 m
- Ponto mais baixo: Rio Elba, unto a Hřensko, região de Ústí nad Labem, 115 m